# Raïm de moro
El raïm de moro (Phytolacca americana) és un arbust de la família de les fitolacàcies. També es coneix amb el nom d'arbre de la tinta, escopeta, fitolaca, herba carmí, raïm de guilla, raïm de l'escopeta o tinta.

## Descripció
L'arbust mesura entre un i tres metres d'alçada. Té tiges vermelloses i fulles grans (d'uns a 15 cm), sense pèls i amplament lanceolades i alternes.
La floració té lloc entre els mesos d'agost i octubre. Les flors són primer blanques i després purpúries, petites (de 2 a 3 mm). El fruit és una baia amb grills, de color negre, i es disposa en una inflorescència en forma de raïm.

## Distribució i hàbitat
És originari de l'est de Nord-amèrica i va ser introduït a Europa fa 300 anys i s'ha estès per les zones temperades de la resta del món. Algunes parts de la planta són tòxiques. És considerada una espècie invasora.
Al nostre àmbit és relativament rara però es pot trobar en indrets humanitzats més o menys humits i alzinars ombrívols entre els 0 i els 400 m d'altitud. A Catalunya i les Balears apareix a la major part del territori, però al País Valencià només es fa a les muntanyes del sud.